# Schistidium rivulare
Schistidium rivulare là một loài Rêu trong họ Grimmiaceae. Loài này được (Brid.) Podp. mô tả khoa học đầu tiên năm 1911.